# Probot
Probot (contraction de probe et robot) est un projet secondaire de heavy metal du guitariste et chanteur des Foo Fighters, Dave Grohl (ex-batteur de Nirvana).

## Origines
À l'aube des années 2000, la réputation de Dave, bâtie sur de nombreuses collaborations, n'est plus à démontrer. Alors que la machine Foo Fighters tourne à plein régime, Dave s'isole en janvier 2000 et enregistre une dizaine d'instrumentaux heavy metal, genre qu'il adule depuis toujours, dans l'idée d'y poser les voix les plus prestigieuses des années '80, époque qui a grandement influencé le batteur : « ce projet est un retour aux sources personnel car j'avais besoin de me prouver à moi-même que j'avais encore ça en moi, confie-t-il en 2004. J'ai commencé à écouter du hardcore en 1982, et un ami à moi m'a introduit au punk rock. En 1984, j'étais totalement immergé […] c'est là où j'ai découvert des groupes comme Venom, Motörhead, Slayer, Mercyful Fate qui étaient similaire au hardcore »
Grohl dressa une liste d'invités conviés à interpréter chacun un titre écrit spécialement l'occasion, leur laissant la liberté du texte. Dave enregistrera donc la majorité des instruments, excepté sur le single Shake your Blood où Lemmy assurera la basse à l'instar de Cronos sur la piste d'ouverture, ainsi que sur The Emerald Law où Scott Weinrich ajoutera une piste de guitare, plus 2 autres participations du guitariste Kim Thayil.
Début 2012, des rumeurs prédisent un retour au studio et une seconde parution probable, alors que Dave s'affaire avec, notamment, le leader de Slipknot, Corey Taylor. Toutefois, cette rumeur sera vite démentie car une collaboration étant bien en préparation, il s'agira d'un projet portant sur un documentaire sur les célèbres studios californiens "Sound City" (qui accueillirent entre autres, Nirvana et Nine Inch Nails), et non un album à proprement parler.

## Pistes
| No  | Titre                                                                                  | Durée |
| --- | -------------------------------------------------------------------------------------- | ----- |
| 1.  | Centuries of Sin (avec Cronos (Venom))                                                 | 4:09  |
| 2.  | Red War (avec Max Cavalera (Soulfly, Cavalera Conspiracy, Sepultura))                  | 3:30  |
| 3.  | Shake Your Blood (avec Lemmy Kilmister (Motörhead))                                    | 2:59  |
| 4.  | Access Babylon (avec Mike Dean (Corrosion of Conformity))                              | 1:24  |
| 5.  | Silent Spring (avec Kurt Brecht (Dirty Rotten Imbeciles))                              | 3:28  |
| 6.  | Ice Cold Man (avec Lee Dorrian (Cathedral, Napalm Death)) et Kim Thayil (Soundgarden)) | 5:53  |
| 7.  | The Emerald Law (avec Wino (Saint Vitus, The Obsessed))                                | 5:33  |
| 8.  | Big Sky (avec Tom G. Warrior (Celtic Frost, Hellhammer))                               | 4:51  |
| 9.  | Dictatosaurus (avec Snake (Voivod))                                                    | 3:52  |
| 10. | My Tortured Soul (avec Eric Wagner (Trouble))                                          | 5:00  |
| 11. | Sweet Dreams (avec King Diamond (Mercyful Fate) et Kim Thayil)                         | 5:23  |
| 12. | I Am the Warlock (morceau caché, avec Jack Black (Tenacious D))                        | 3:04  |